# 194P/LINEAR
La comète LINEAR 9, officiellement 194P/LINEAR, est une comète périodique du système solaire, découverte le 27 janvier 2000 par le programme LINEAR.